# World Boxing Foundation
Cet article concerne la fédération de boxe. Pour la fédération mondiale de bridge (WBF), voir World Bridge Federation.
La World Boxing Foundation (WBF) est une fédération de boxe anglaise professionnelle fondée en 1988 aux États-Unis sous le nom de World Boxing Federation et renommée ainsi en 2004 après le transfert de son siège en Australie. Considérée comme une organisation mineure comparée à la WBA, la WBC, l'IBF et la WBO, elle sert de tremplin à certains boxeurs pour disputer des titres plus prestigieux.